# Mühlbach (Leitha)
Der Mühlbach als Kanal beginnt in Katzelsdorf als Abfluss der Leitha und mündet im Wiener Neustadt im Akademiepark in den Kanal Kehrbach.
Der Mühlbach führt hinter dem Schloss Katzelsdorf vorbei und quert dort die Mühlgasse. Die Gemeinde Katzelsdorf erwarb am Mühlbach im Jahre 1995 ein stillgelegtes Wasserkleinkraftwerk und setzte es wieder in Betrieb.
Ableitungsbereich der Leitha in den Mühlbach

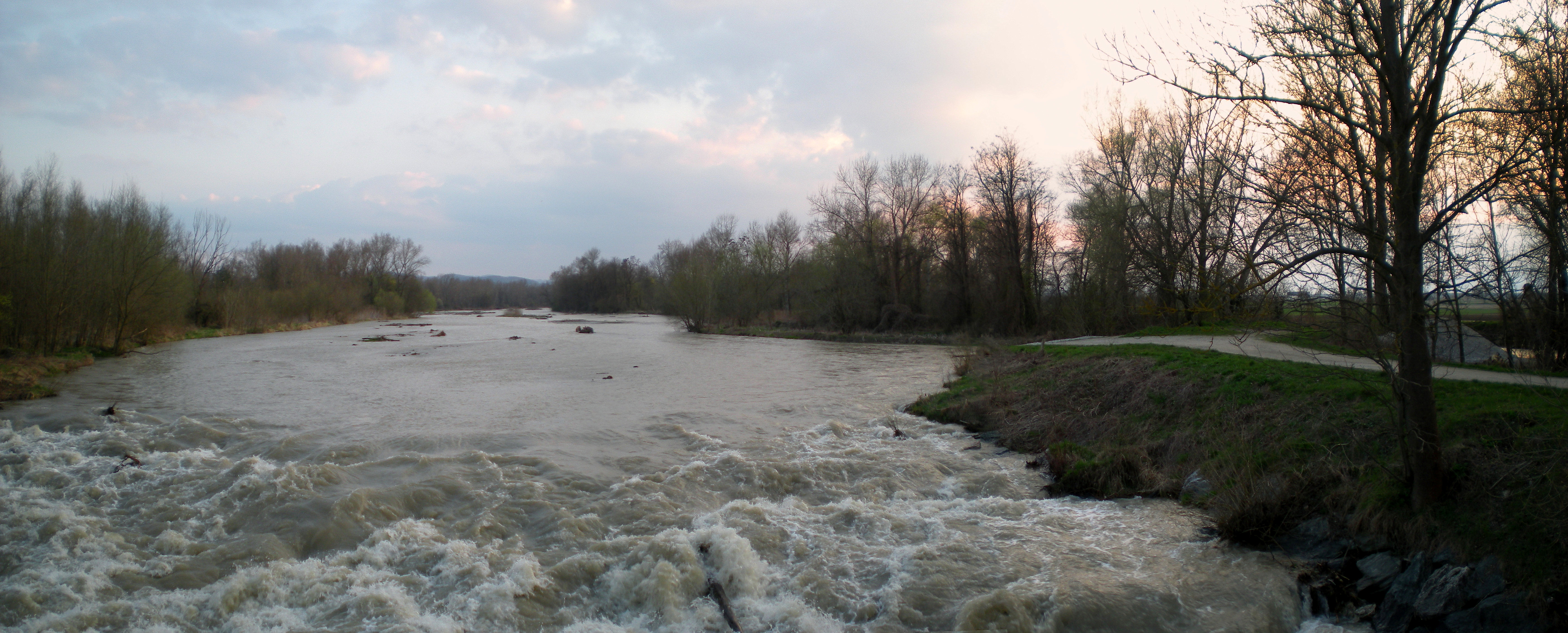
April 2009, die Leitha zur Zeit der Schneeschmelze
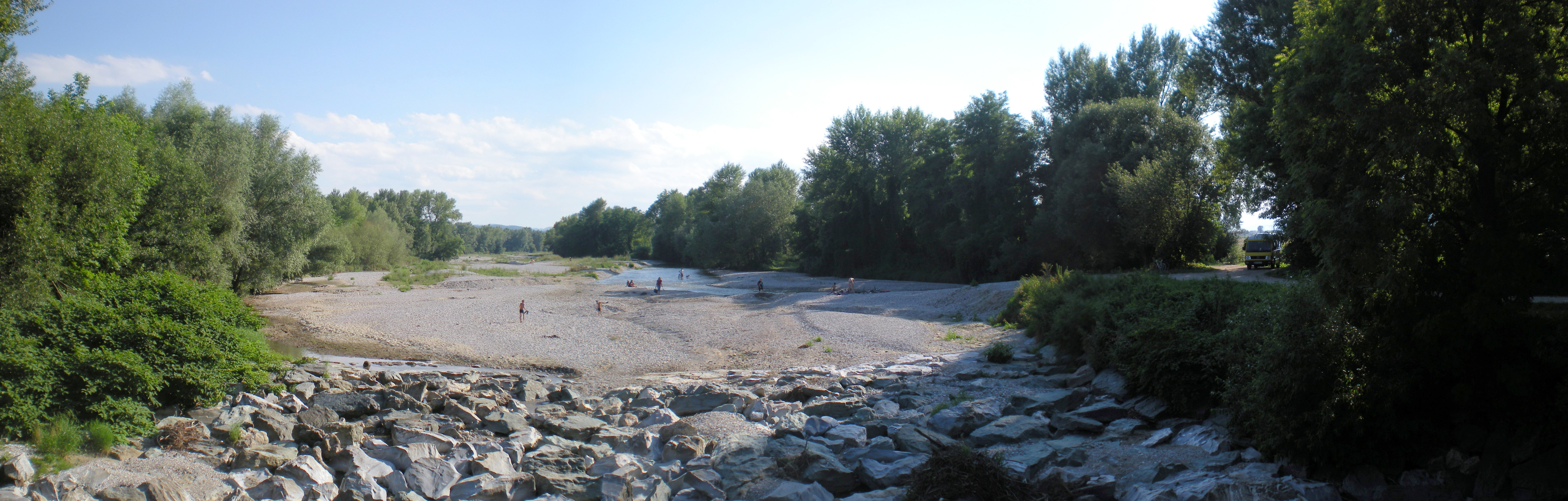
August 2010, die Leitha liegt nach der Ableitung trocken, der Mühlbach nimmt das ganze Wasser